# Gymnochiromyia minima
Gymnochiromyia minima is een vliegensoort uit de familie van de Chyromyidae. De wetenschappelijke naam van de soort is voor het eerst geldig gepubliceerd in 1904 door Becker.